# Titanokorys gainesi
Titanokorys gainesi — викопний вид членистоногих з вимерлого класу Dinocaridida, що існував у середньому кембрії (508 млн років тому). Описаний у 2021 році. Викопні рештки 12 тварин знайдені у відкладеннях формації Берджес-Шейл у провінції Британська Колумбія на заході Канади. Були виявлені лише розчленовані склерити голови, лобові придатки та ротовий конус. Виходячи з найбільшого склериту (розміром близько 27 см) і співвідношення, отриманого від близькоспорідненого роду Cambroraster, загальний розмір тварини оцінений приблизно у 50 сантиметрів. Виходячи з форми його придатків, припускають, що Титанокоріс використовував їх, щоб просіяти пісок у пошуках здобичі.

## Назва
Назва роду Titanokorys відноситься до титанів з грецької міфології в поєднанні з давньогрецьким κόρυς (korys = «шолом») і натякає на незвичайний розмір центрального елемента панцира. Видовий епітет ganesi вшановує американського геолога Роберта Р. Гейнса, який відіграв важливу роль у відкритті нових покладів у Берджес-Шейлі у 2012 році. Таким чином, Titanokorys gainesi можна приблизно перекласти як «титановий шолом Гейнса».